# Cathédrale de Nocera Umbra
La cathédrale de Nocera Umbra est une église catholique romaine de Nocera Umbra, en Italie. Il s'agit d'une cocathédrale du diocèse d'Assise-Nocera Umbra-Gualdo Tadino.